# Massacre de Tientsin
Le massacre de Tientsin est un épisode des relations entre la Chine et les Occidentaux qui est survenu sous la dynastie Qing en 1870 dans la ville de Tientsin (aujourd'hui Tianjin) et qui a provoqué la mort d'une centaine de personnes.

## Historique
Les commerçants et diplomates européens sont parvenus à obtenir des concessions étrangères en Chine, après le traité de Nankin (1842), qui mit fin à la première guerre de l'opium, et le Traité de Tianjin (1858), qui clôt la première phase de la seconde guerre de l'opium (qui permet l'installation de missionnaires chrétiens, la concession de territoires aux Étrangers (tel que Hong Kong) et la légalisation de leur importation de l'opium). Les missionnaires catholiques qui les accompagnent sont spécialement protégés par la France, par privilège obtenu de la dynastie de l'Empire céleste. Cependant les étrangers sont mal acceptés par les Chinois et méprisés depuis la seconde guerre de l'opium. Quant aux missionnaires, ils doivent faire face à des persécutions de la part des autorités et certains perdent la vie. Les chrétiens chinois sont aussi dépourvus de droits civils dans les faits. C'est dans ce contexte que se propagent en 1870 des rumeurs d'enlèvement de la part des orphelinats et hôpitaux catholiques de la région. Trois Chinois sont impliqués dans une affaire d'enlèvement d'enfants et deux d'entre eux sont immédiatement exécutés le 18 juin 1870, accusés de voler des enfants pour le compte du portier de l'orphelinat. Une foule mécontente se réunit devant l'église Notre-Dame des Victoires, accusant l'orphelinat des filles de la Charité, et détruit les vitraux. Les catholiques chinois présents dans l'église appellent le consul français Fontanier à la rescousse, pour faire intervenir le tribunal chinois local. Une dispute éclate dans les locaux du mandarin chinois intendant des ports du nord qui aboutit à la mort du consul et de son chancelier Simon, tués par la foule, après avoir donné l'ordre de tirer sur les manifestants. Jacques Gernet explique que Fontanier avait « perdu la tête ». Leurs corps sont jetés dans le fleuve.
Pendant ce temps, la révolte se propage dans les concessions étrangères, les écoles et hôpitaux catholiques sont incendiés, ainsi que l'église Notre-Dame des Victoires, quatre églises anglaises et américaines. Quarante convertis chinois sont massacrés, le 21 juin 1870, ainsi que dix religieuses françaises, qui sont mutilées et violées, deux prêtres lazaristes, et trois négociants russes et d'autres étrangers sont assassinés, etc.
Les canonnières fluviales des puissances étrangères sont aussitôt envoyées pour rétablir le calme, tandis que leurs gouvernements demandent réparation. Le vice-roi de la province, Zeng Guofan, est désigné pour négocier et après avoir interrogé les orphelins se rend compte qu'aucun n'a pu être victime d'enlèvement et que les religieuses sont innocentes. Le vice-roi désigne aussi dix-huit informateurs pour interroger les témoins et renvoie les mandarins du tribunal local. Cela n'est pas suffisant pour apaiser la colère des puissances européennes, alors que les événements ont été largement diffusés dans la presse en Europe et aux États-Unis. 
Le gouvernement français exige qu’une mission expiatoire vienne présenter ses excuses à Paris, ce qui est fait devant Adolphe Thiers (à la tête du gouvernement provisoire, depuis la chute du Second Empire) en novembre 1871.

## Conséquences
La France avant les faits était en train de négocier avec l'Empire céleste pour que les missionnaires obtiennent le même statut que les prêtres bouddhistes ou taoïstes, ce qui était difficile, car la dynastie ne pouvait selon ses traditions leur donner les mêmes droits qu'à des Chinois. Après les événements, la Chine répond qu'elle ne peut ni proscrire ni approuver les missions et les Puissances désormais se rendent compte que la dynastie mandchoue est incapable de protéger leurs intérêts, qu'ils soient commerciaux ou autres. Du côté chinois, la méfiance s'installe aussi. La Chine a dû payer de fortes indemnités (250 000 taëls), dont la plus grande partie en fait est, ironie du sort, prélevée sur des taxes à l'importation dans les ports commerçant avec les Puissances. Ce drame explique en partie la révolte des Boxers qui éclate vingt-cinq ans plus tard.